# Український Народний Будинок
Український Народний Будинок — громадська установа міста Херсона часів Української Народної Республіки.
Будинок зведений на початку XIX століття для генерала царської армії пана Лобрі. З 1818 по 1822 рік будівля слугувала приміщенням губернської гімназії.   
У 1918 році у цій будівлі розташовувався Український Народний Будинок, що об'єднував під одним дахом херсонське товариство «Просвіта», видавниче товариство «Українська книгарня», «Український національний шкільний Комітет», «Українську вчительську спілку» та «Студентську громаду», товариство «Вільне козацтво», «Українську Революційну Раду», редакцію газети «Дніпро» та інші українські установи. В цьому будинку були підготовлені до друку перші на Херсонщині «Євангеліє» українською мовою та «Кобзар» Тараса Шевченка.